# Sterculia corrugata
Sterculia corrugata är en malvaväxtart som beskrevs av Elbert Luther Little. Sterculia corrugata ingår i släktet Sterculia och familjen malvaväxter. Inga underarter finns listade i Catalogue of Life.